# Монјумент (Орегон)
Монјумент (енгл. Monument) град је у америчкој савезној држави Орегон.

## Демографија
По попису из 2010. године број становника је 128, што је 23 (-15,2%) становника мање него 2000. године.
| Група             | 2000.       | 2010.       |
| Белци             | 144 (95,4%) | 121 (94,5%) |
| Афроамериканци    | 0 (0,0%)    | 0 (0,0%)    |
| Азијати           | 0 (0,0%)    | 0 (0,0%)    |
| Хиспаноамериканци | 0 (0,0%)    | 5 (3,9%)    |
| Укупно            | 151         | 128         |